# Hausfriedensbruch (Schweiz)
Hausfriedensbruch ist nach Schweizer Recht ein Delikt des Strafrechts. Es ist erfüllt, wenn eine Person sich gegen den Willen des Berechtigten Zutritt zu einem Gebäude, einem umfriedeten Grundstück oder einem Werkplatz verschafft oder sich gegen den ausdrücklichen Willen des Berechtigten dort aufhält.

## Einordnung
Die Regelung des Hausfriedensbruchs erfolgt als Bundesgesetz im Schweizer Strafgesetzbuch unter dem Titel „Verbrechen und Vergehen gegen die Freiheit“. Daher wird Hausfriedensbruch zu den Freiheitsdelikten gezählt. Gemeint ist die Freiheit, dass eine Person mit Verfügungsgewalt über ein Gebäude, ein Grundstück oder einen Werkplatz selber bestimmen darf, wem sie Zutritt dazu gewähren möchte.
Der Hausfriedensbruch ist ein Antragsdelikt. Er wird also nur dann polizeilich verfolgt, wenn die geschädigte Person Anzeige erstattet (in diesem Fall der Berechtigte gegen den Eindringling).
Die gesetzliche Regelung stützt sich auf Art. 26 (Eigentumsgarantie) und Art. 13 Abs. 1 (Schutz der Privatsphäre) der Schweizer Bundesverfassung.

## Geschichte
| Jahr | Anzahl Verurteilungen |
| ---- | --------------------- |
| 2008 | 4214                  |
| 2009 | 4623                  |
| 2010 | 4894                  |
| 2011 | 5579                  |
| 2012 | 7237                  |
| 2013 | 7086                  |
| 2014 | 6901                  |
| 2015 | 5977                  |
| 2016 | 5931                  |
| 2017 | 5439                  |
| 2018 | 5352                  |
| 2019 | 5690                  |
| 2020 | 5116                  |

Der Hausfriedensbruch wurde in der ersten Version des Schweizer Strafgesetzbuchs im Jahr 1937 eingeführt. Die Bestimmung trat 1942 in Kraft. Sie wurde seither nicht revidiert.
In den ersten Jahren wurden relativ wenige Verurteilungen wegen Hausfriedensbruch vermeldet. Im Jahr 1960 waren es etwa 500 Verurteilungen, im Jahr 1970 bereits ungefähr 1000. Zwischen den Jahren 1980 und 2000 erfolgten konstant ungefähr 2000 Verurteilungen jährlich. Danach nahm die Anzahl bis 2012 rasant zu und erreichte damals einen Spitzenwert von 7237 Hausfriedensbrüchen. Seither ist die Anzahl aber wieder rückläufig (siehe Statistik).

## Tatbestand
Der Hausfriedensbruch wird geregelt in Art. 186 StGB. Er lautet wie folgt:

### Geschütztes Rechtsgut
Das geschützte Rechtsgut ist das Hausrecht. Gemäss einer Definition des Bundesgerichts ist darunter die Befugnis einer berechtigten Person zu verstehen, „über bestimmte Räume ungestört zu herrschen und darin den eigenen Willen frei zu betätigen“.

### Geschütztes Objekt
Durch den Artikel geschützt wird der Berechtigte vor dem Eindringen einer Person in ein Gebäude, ein umfriedetes Gelände oder einen Werkplatz gegen seinen Willen. Ebenfalls geschützt wird der Berechtigte vor dem Aufenthalt unerwünschter Personen in einem Gebäude, umfriedeten Gelände oder Werkplatz.

#### Häuser und andere Gebäude
Unter „Gebäude“ fallen in erster Linie Häuser. Darunter versteht das Bundesgericht in Bezug auf den Hausfriedensbruch „jede einen oder mehrere Räumlichkeiten umfassende, mit dem Boden fest und dauernd verbundene Baute, hinsichtlich der ein schutzwürdiges Interesse eines Berechtigten besteht, über den umbauten Raum ungestört zu herrschen und in ihm den Willen frei zu betätigen“. Gemeint sind also hauptsächlich Wohnhäuser, wobei das Bewohntsein keine zwingende Voraussetzung ist. Auch ein leerstehendes Haus, ein Stall oder ein Schuppen kann also unter die Regelung fallen.

#### Gebäudeteile
Das Hausrecht gilt nicht zwingend für das ganze Gebäude, sondern kann sich auch nur auf Teilbereiche dessen erstrecken.

##### Wohnungen
Ebenfalls geschützt sind Wohnungen und ähnliche Wohneinheiten. Dabei umfasst das Hausrecht nicht nur die Wohnung selbst, sondern auch den Weg bis zur Wohnung, also beispielsweise das Treppenhaus oder den Lift.

##### Zimmer
Selbst einzelne Zimmer können unter den Schutz fallen, so wie Hotelzimmer oder Spitalzimmer. Diese müssen dazu auch nicht abgeschlossen oder versperrt sein. Es reicht, dass sie erkennbar umschlossen sind. Im Jahr 1964 entschied das Bundesgericht in einem Präzedenzfall, dass das Eindringen in ein Spitalzimmer und das dortige Verweilen gegen den Willen des Patienten als Hausfriedensbruch zu werten sei. Im konkreten Fall ging es um einen Reporter, der in ein Spitalzimmer eindrang und dort einen wehrlosen Patienten gegen dessen ausdrücklichen Willen fotografierte.

#### Werkplätze
Ausserdem geschützt ist der Werkplatz. Darunter kann ein Arbeitsplatz oder ein Bauplatz verstanden werden. Dieser kann sich in einem Gebäude befinden (z. B. ein Bürozimmer) oder auch draussen sein (z. B. eine Baustelle). Das Hausrecht gilt auf dem Werkplatz im Gegensatz zu einem Gelände selbst dann, wenn kein Bezug zu einem Haus besteht (siehe nächster Abschnitt). Der Werkplatz muss auch nicht umfriedet sein. Vielfach wird jedoch in der Lehre angefügt, dass auch ein Werkplatz irgendwie zu kennzeichnen ist, damit erkennbar wird, dass es einen Berechtigten gibt.

#### Angrenzendes Gelände

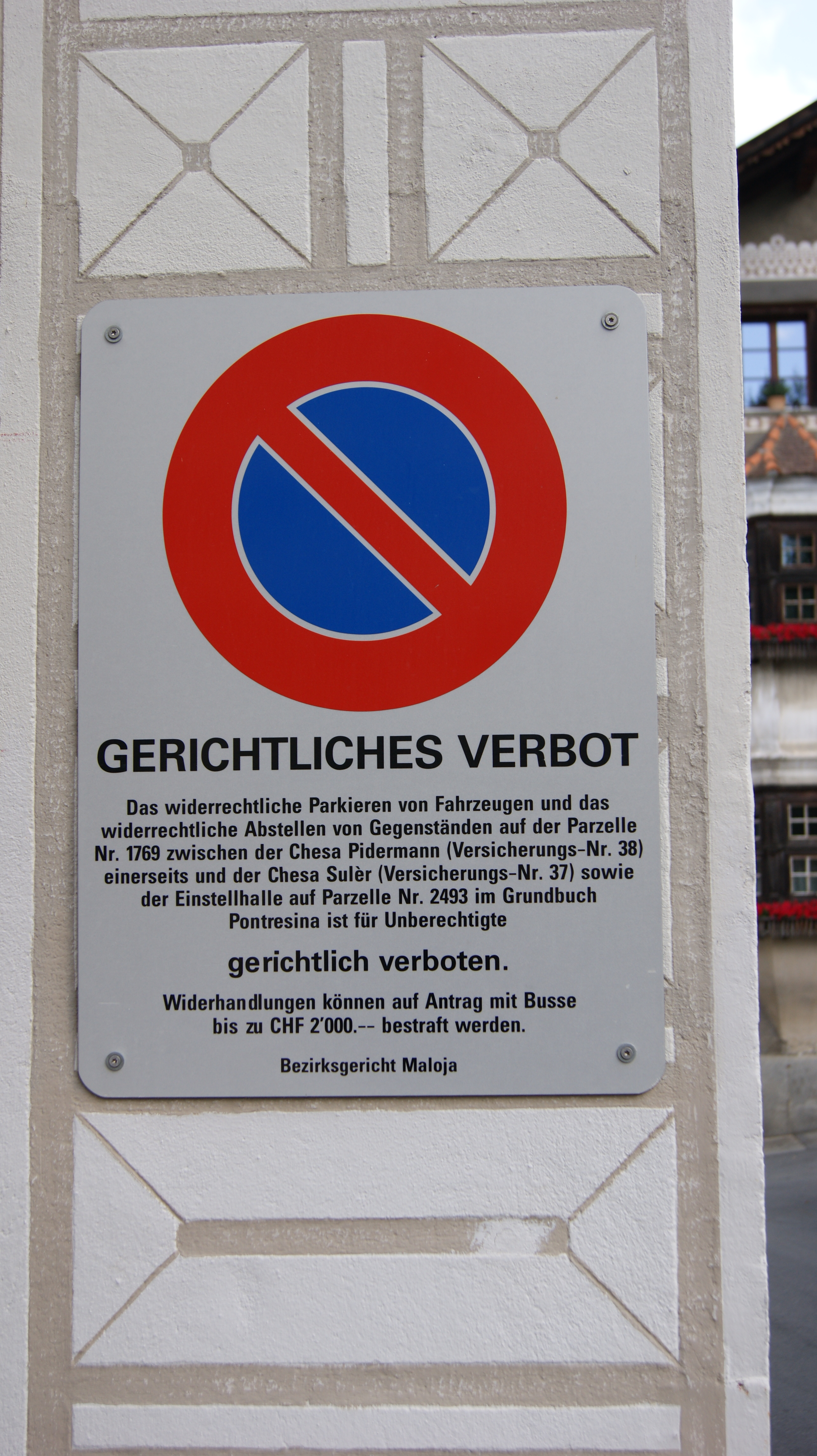
Schild für Gerichtliches Verbot in Pontresina

Vom Hausrecht ebenfalls betroffen ist das Gelände, welches ein Gebäude umgibt, also beispielsweise ein Garten oder ein Sitzplatz neben einem Haus (in der Schweiz zusammenfassend „Umschwung“ genannt). Eine erkennbare Zugehörigkeit zum Haus ist hierbei notwendig. Freistehende Grundstücke wie Weiden, die nicht unmittelbar an ein Haus angrenzen, sind nicht vom Hausrecht betroffen. Sie dürfen gemäss Art. 699 ZGB von jedem betreten werden, auch wenn sie sich in Privatbesitz befinden. Eine Ausnahme bildet nur der Werkplatz (z. B. ein Bauplatz), wo das Hausrecht unabhängig von einem Haus in der Nähe immer besteht (siehe vorheriger Abschnitt).
Wichtig ist ausserdem, dass das Gelände umfriedet ist. Hierzu genügt bereits ein einfacher Zaun oder eine Hecke. Die Umfriedung muss auch nicht lückenlos sein, sondern darf Öffnungen wie Gartentore aufweisen, welche nicht verschlossen sein müssen. Wichtig ist lediglich, dass die Abgrenzung von umliegenden Grundstücken und dem öffentlichen Raum klar erkennbar ist. Privat aufgestellte Bitte-nicht-betreten-Schilder stellen dagegen keinen ausreichenden Schutz vor ungewollten Eindringlingen dar und sind rechtlich unverbindlich (im Gegensatz zu einem Werkplatz, wo solche Schilder als verbindlich betrachtet werden).
Damit ein Gelände rechtsverbindlich geschützt werden kann, auch wenn es nicht umfriedet ist, braucht es ein gerichtliches Verbot gemäss Art. 258ff. ZPO. So können beispielsweise Parkverbote für private Parkplätze erwirkt werden, welche nicht sinnvoll umfriedet werden können, ohne sie in ihrer Brauchbarkeit erheblich einzuschränken. Diese Möglichkeit steht jedoch nur den Eigentümern offen, nicht aber beispielsweise einem Mieter.

#### Andere geschützte Objekte
Durch die ausgedehnte Auslegung des Begriffs können neben Gebäuden auch andere Wohneinheiten wie Zelte oder Hausboote unter das Hausrecht fallen.

### Der Berechtigte
Der Berechtigte ist die Person, die Verfügungsgewalt über ein Gebäude bzw. ein Gelände oder einen Werkplatz hat. Das kann der Eigentümer, aber auch ein Mieter oder Pächter sein. Grundsätzlich kommt jede natürliche oder juristische Person infrage.
Das Hausrecht beginnt mit dem Einzug und endet mit dem Auszug.
Unklar ist, wie verfahren werden muss, wenn mehrere Berechtigte gegenteilige Anweisungen geben. Das kann beispielsweise der Fall sein, wenn in Wohngemeinschaften verschiedene Berechtigte uneinig sind über ein Hausverbot einer Person. Auch der Fall, in dem ein Ehegatte ein Hausverbot ausspricht und der andere Ehegatte hinterher die Person wieder zu sich einlädt, ist momentan ungeklärt.

#### Spezialfall Miete
Speziell ist, dass der Eigentümer einer vermieteten Liegenschaft sein Hausrecht an den Mieter verliert. Demnach kann der Eigentümer einer Wohnung nicht darüber verfügen, wer von seinem Mieter dort empfangen wird. Der Mieter darf zudem auch den Vermieter ausschliessen und ihm den Zutritt zur Wohnung verwehren.
Da das Hausrecht ausserdem erst beim Auszug aus der Wohnung erlischt und nicht beim Ende des Mietverhältnisses, behält ein Mieter nach Auslauf des Mietvertrags das Hausrecht, sofern er dann nicht auszieht. Ein Mieter, der nicht fristgemäss auszieht, begeht selber keinen Hausfriedensbruch.

#### Notwehr
Solange der Täter sich nicht wieder entfernt, ist der Hausfriedensbruch nicht beendet und der Berechtigte darf Notwehr üben. Die Notwehr muss jedoch verhältnismässig sein. Das Schiessen auf einen Eindringling ist beispielsweise eine übertriebene Notwehr und daher untersagt.

### Der Täter
Als Täter kommt jede natürliche Person infrage.

#### Vorsatz
Täter kann nur sein, wer gegen den Willen des Berechtigten eindringt oder verweilt. Der Wille des Berechtigten muss dem Täter bekannt sein oder zumindest erkennbar sein. Der Täter muss vorsätzlich oder eventualvorsätzlich gegen diesen Willen handeln.
Grundsätzlich gilt deshalb, dass kein Hausfriedensbruch begangen wird, wenn davon ausgegangen werden kann, dass ein Eindringen dem Willen des Berechtigten entspricht. Dies gilt beispielsweise für einen Postboten, der durch ein offenes Tor den Garten eines Wohnhauses betritt, um die Post zuzustellen. Er darf in diesem Fall davon ausgehen, dass die Zustellung der Post dem Willen des Berechtigten entspricht. Anders sieht es aus, wenn das Gartentor abgeschlossen und daneben eine Klingel angebracht ist. Dann wäre klar erkennbar, dass der Berechtigte keinen Zutritt wünscht.
Täuscht der Täter den Berechtigten über seine Absichten und erschleicht sich dadurch Einlass, so gilt dies jedoch nicht als Hausfriedensbruch. Ein Dieb, der sich unzutreffend als Mitarbeiter des Elektrizitätswerks ausgibt und nur Einlass erhält, weil der Berechtigte denkt, dass er den Stromzähler ablesen möchte, begeht also keinen Hausfriedensbruch. Sehr wohl kann er aber für einen danach begangenen Diebstahl angezeigt werden.

### Das Eindringen
Damit der Hausfriedensbruch eintritt, muss der Täter in ein Gebiet eindringen, in welchem ein Hausrecht eines Berechtigten besteht.
Der Täter muss zur Verwirklichung der Tat nicht mit dem ganzen Körper eingedrungen sein. Es genügt ein Körperteil, beispielsweise wenn er einen Fuss in die Türe hält, so dass diese nicht mehr geschlossen werden kann.
Das Eindringen muss hingegen immer physisch geschehen. So ist das Ausspähen einer Wohnung im Erdgeschoss durch ein Fenster kein Hausfriedensbruch. Auch das Beklettern einer Hausfassade ist kein Eindringen und stellt somit keinen Hausfriedensbruch dar (sofern dabei nicht etwa ein Gartenzaun vorher überklettert werden musste).
Auch andere Störungen ohne Eindringen stellen keinen Hausfriedensbruch dar, so beispielsweise die Erzeugung übermässigen Lärms vor einem Wohnhaus oder das gleichzeitige Drücken aller Klingeln an einem Wohnblock.

### Das Verweilen
Will der Berechtigte zum Ausdruck bringen, dass er den Aufenthalt einer Person in seinem Haus nicht duldet, so kann er eine Wegweisung oder ein Hausverbot aussprechen. Dabei ist es unwesentlich, ob er die Anwesenheit der Person zu einem früheren Zeitpunkt gutgeheissen hat. Die Wegweisung muss unmissverständlich formuliert sein. Die unerwünschte Person muss sich daraufhin entfernen. Tut sie dies vorsätzlich nicht, gilt dies ebenfalls als Hausfriedensbruch. Ein blosses Zögern beim Verlassen des Gebäudes gilt hingegen noch nicht als Hausfriedensbruch.

## Bestrafung
Eine Strafe erfolgt nur auf Anzeige. Sie kann eine blosse Geldstrafe sein oder auch eine Freiheitsstrafe bis zu drei Jahren. Teilweise wird vom Gericht auch die Abarbeitung einer Geldstrafe in gemeinnütziger Arbeit bewilligt.
Der Versuch des Hausfriedensbruchs ist bereits strafbar.
Bei Ausländern hat ein Hausfriedensbruch in Kombination mit Diebstahl gemäss Art. 66a Abs. 1 lit. d StGB automatisch einen Landesverweis von 5 bis 15 Jahren zur Folge.
Die Tat verjährt nach 10 Jahren.

## Weitere Delikte in Kombination mit Hausfriedensbruch
Wird bei Begehung des Hausfriedensbruchs auch Diebstahl, Sachbeschädigung oder Ähnliches begangen, so erfolgt hierfür eine separate Beurteilung. Das Strafmass kann zusätzlich erhöht werden.

## Fälle von straflosem Betreten fremden Grundes
Das Betreten fremder Grundstücke mit einem Hausrecht eines Berechtigten kann in diversen Fällen implizit oder explizit erlaubt sein oder zumindest straffrei bleiben.

### Fehlender Vorsatz
Straffrei bleibt, wer ein umfriedetes Grundstück ohne den Vorsatz betritt, den Willen des Berechtigten dabei zu brechen, sondern damit rechnet, dass ein Betreten im Interesse des Berechtigten liegt (siehe hierzu den Abschnitt „Vorsatz“).

### Notstand

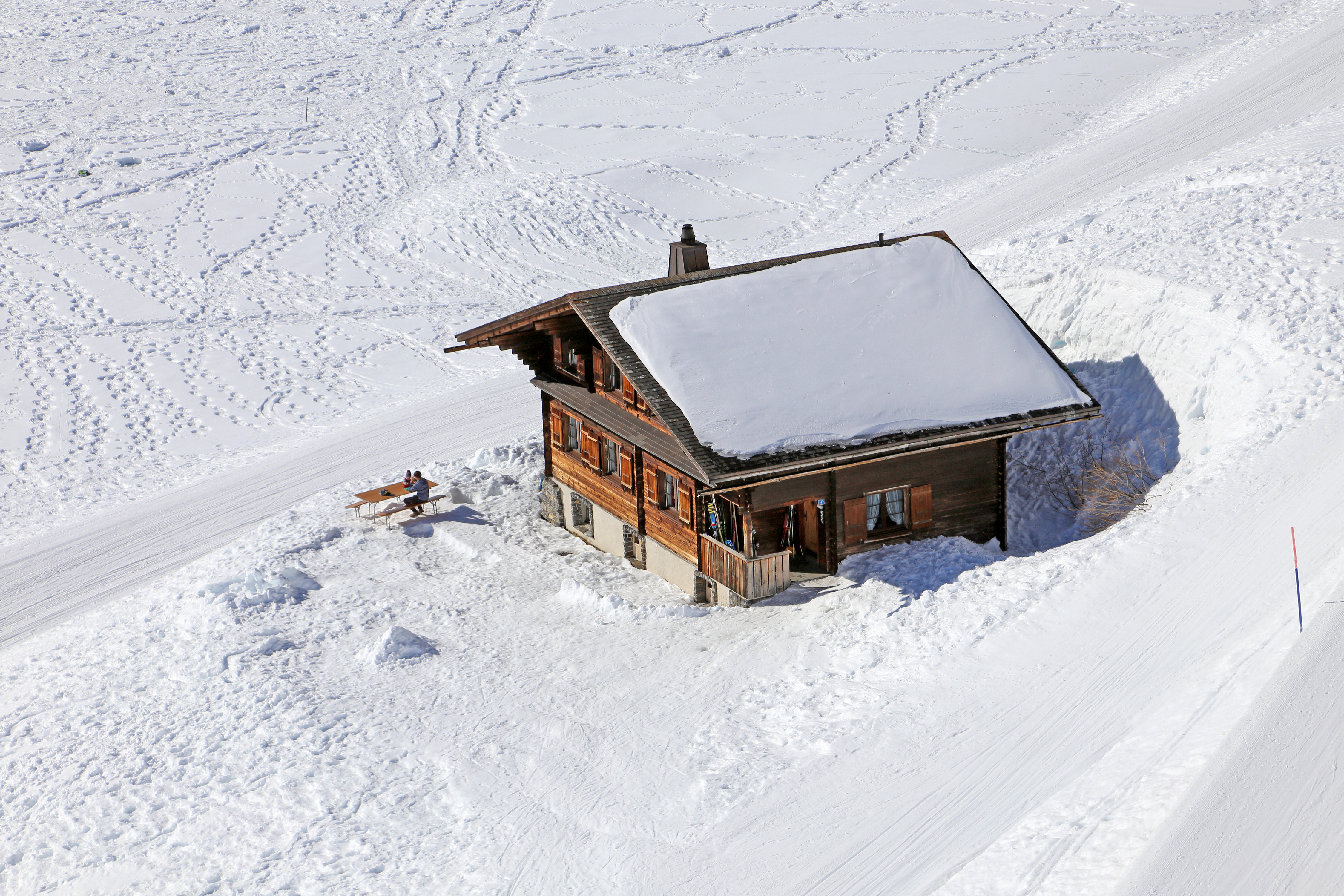
Bei einem plötzlichen Schneesturm dürfte in ein ähnliches Haus eingedrungen werden, falls nur so ausreichend Schutz gefunden werden könnte.

Im Fall eines Notstandes gemäss Art. 17f. StGB kann es gerechtfertigt sein, ein fremdes Grundstück oder Haus auch gegen den Willen des Berechtigten zu betreten. Wird jemand mit einer Waffe angegriffen, darf sich diese Person auch gegen den Willen eines Berechtigten dadurch schützen, dass sie dessen fremdes Grundstück betritt, um zu flüchten. Auch ist es erlaubt, in eine fremde Berghütte einzudringen, um sich vor einem schweren Schneesturm in Sicherheit zu bringen und sich aufzuwärmen. Zu beachten ist hier jedoch die Verhältnismässigkeit. Wäre in zumutbarer Reichweite ein Gasthof erreichbar, so wäre es unverhältnismässig, in eine Berghütte einzudringen.

#### Klimaerwärmung
Umstritten war in der Schweiz lange Zeit, ob die Klimaerwärmung als rechtfertigender Notstand gelten kann. Klimaaktivisten, die in Lausanne eine Filiale der Credit Suisse besetzten, machten die Klimaerwärmung als Notstand geltend und wurden mit dieser Begründung tatsächlich in erster Instanz vom Bezirksgericht in Renens freigesprochen. Das Obergericht als zweite Instanz sah diese Begründung jedoch als unzureichend, hob den Freispruch auf, und verurteilte zwölf Klimaaktivisten wegen Hausfriedensbruchs zu Geldstrafen. Danach sind in zahlreichen weiteren Prozessen gegen andere Klimaaktivisten abwechselnd Schuldsprüche und Freisprüche gefällt worden.
Eine erste Entscheidung des Bundesgerichts im Juni 2021 kam zum Ergebnis, dass der Klimawandel keinen Notstand darstellt. Dieser Entscheid wurde jedoch von den Klimaaktivisten nicht akzeptiert und an den Europäischen Gerichtshof für Menschenrechte weitergezogen. Dort steht eine Beurteilung noch aus.

### Wegschaffung zugeführter Sachen bzw. Tiere
Werden durch Naturgewalten oder zufällige Ereignisse Sachen auf ein fremdes Grundstück verschoben oder geraten Tiere auf ein fremdes Grundstück, so muss der Berechtigte dieses Grundstücks dulden, dass der Eigentümer der Sachen bzw. Tiere diese aufsucht und mitnimmt. Grundlage hierfür bildet Art. 700 ZGB. Wenn also infolge eines Sturms die Wäsche von einer Wäscheleine in einen fremden Garten fliegt, muss der Berechtigte des Gartengrundstücks dem Eigentümer der Wäsche gestatten, diese dort aufzusammeln und wieder mitzunehmen. Gleiches gilt für entlaufene Haustiere wie Kaninchen, Hunde oder Ähnliche.
Nicht anwendbar ist diese Regel hingegen, wenn die besagte Sache durch Selbstverschulden des Eigentümers auf ein fremdes Grundstück gelangt. Wenn also ein Kind seinen Ball in den Garten der Nachbarn wirft, ist dies kein legitimer Grund, das Nachbarsgrundstück zu betreten.

### Wissenschaftliche Gegenstände
Werden auf einem privaten Grundstück Gegenstände von wissenschaftlichem Wert gefunden, so gehören diese gemäss Art. 724 Abs. 2 ZGB automatisch dem Kanton, in dessen Gebiet sie gefunden wurden. Der Grundeigentümer hat die Ausgrabung dieser Gegenstände zu dulden, kann jedoch Ersatz für den dadurch verursachten Schaden fordern.
Wissenschaftliche Gegenstände können Urkunden, Bilder, Überreste urgeschichtlicher Menschen und Tiere oder Mineralien sein.